# Studia Romanistica
Studia Romanistica je český recenzovaný jazykovědný a literární časopis, který vychází na Filozofické fakultě Ostravské univerzity a je spojen s její Katedrou romanistiky.

## Historie časopisu
Prvních osm čísel bylo publikováno nepravidelně v letech 1999–2008 pod názvem Sborník prací Filozofické fakulty Ostravské univerzity. Romanistické studie / Acta Facultatis Philosophicae Universitatis Ostraviensis a od roku 2009 vychází časopis dvakrát ročně pod názvem Studia Romanistica. V roce 2024 vyšel 24. svazek časopisu. Obsahy jsou dostupné zdarma v archívu webových stránek časopisu. Časopis je publikován v režimu Open Access s licencí CC BY-NC-4.0.
První vedoucím redaktorem časopisu byl pražský romanista Jan Šabršula (v letech 1999–2007), dále brněnský hispanista Lubomír Bartoš (v letech 2008–2016), polský hispanista Maksymilian Drozdowicz (v letech 2016–2018) a Jan Holeš (od roku 2019). Funkci výkonného redaktora v minulosti po dlouhou dobu zastávala Jana Veselá, v současnosti jím je hispanista Jiří Chalupa. Časopis má redakční radu složenou z předních českých i zahraničních odborníků.
V časopise publikovali příspěvky přední čeští romanisté, jako Jan Šabršula, Lubomír Bartoš, Odřich Bělič, Josef Dubský, Jiří Šrámek, a také významní zahraniční odborníci, např. Isabel Tejerina Lobo, Michèle Lenoble-Pinson, Krystyna Modrzejewska, Aleksander Abłamowicz a další.

## Zaměření časopisu
Podle webových stránek časopisu publikují Studia Romanistica odborné stati z oblasti synchronní i diachronní lingvistiky románských jazyků, například morfologie, lexikologie, sémantiky, syntaxe, terminologie, sociolingvistiky, korpusové lingvistiky a dalších oborů. Vychází v něm také translatologicky a didakticky zaměřené studie. Publikované literární články jsou z oblasti literární historie, literární teorie a literární kritiky a přijímány jsou rovněž články aplikující interdisciplinární hlediska.
Články prochází oboustranně anonymním recenzním řízením a jsou publikovány francouzsky, španělsky a italsky. Časopis publikuje také informace o konferencích, recenze a jubilejní články. V prvních číslech byly některé příspěvky publikovány také v jiných jazycích (česky, anglicky, německy). Příspěvky obsahují anglická shrnutí a anglická klíčová slova a je jim přidělován identifikátor DOI.

## Indexace
Časopis je indexován v mezinárodních databázích SCOPUS, ERIH PLUS, EBSCO, Brill Linguistic Bibliography, MIAR, MLA Linguistic Bibliography, Index Copernicus, Zeitschriften Datenbank a DOAJ.